# Marcolin de Forlì
Marcolino Amanni dit Marcolin de Forlì (?? - 2 janvier 1397) était un religieux dominicain, moine de l'ordre des prêcheurs au couvent de Forlì en Italie du Nord. Il fut déclaré bienheureux en 1756.
C'est un saint catholique fêté le 24 janvier localement.